# Глинка, Андрей
Андрей Гли́нка (словац. Andrej Hlinka; 27 сентября 1864[…], Ружомберок, Королевство Венгрия, Австро-Венгрия — 16 августа 1938[…], Ружомберок, Первая Чехословацкая Республика) — словацкий католический священник и политик клерикально-националистического толка.

## Биография
В 1889 году окончил семинарию в Ружомбероке, затем служил священником в различных городах. Был членом действовавшей на территории Австро-Венгрии христианско-демократической партии «Людова страна». С 1897 года один из лидеров правого крыла словацкой национальной партии «Словенска людова страна», основатель и редактор журнала «Ľudové noviny». В 1906 году основал Словацкий народный банк, в 1910 году - словацкое национальное издательство в Пресбурге (ныне Братислава). В 1906 году был приговорён к тюремному заключению за выступления против насаждения венгерского языка и венгерской культуры в словацких областях Австро-Венгрии и требование создания словацких национальных школ. Провёл три с половиной года в венгерской тюрьме, откуда был освобождён по настоянию Святого престола. За время нахождения в заключении перевёл на словацкий язык Ветхий Завет. В годы 1-й мировой войны активно сотрудничал с Красным Крестом.
Создал партию, стремившуюся к автономии Словакии в рамках Чехословакии, а позднее к полной независимости. Через год после его смерти, после оккупации немцами Чехословакии, его партия, Глинкова словацкая народная партия, пришла к власти в Словакии и провозгласила его национальным героем.
В память о национальном герое Словацкой республики в 1994 году утверждена государственная награда Словакии — Орден Андрея Глинки.